# Ruth Berlau
Ruth Berlau (24 de agosto de 1906, Copenhague; 15 de enero de 1974, Berlín oriental) fue una actriz, directora de teatro, fotógrafa y escritora danesa, conocida principalmente por su colaboración con Bertolt Brecht en distintas piezas y obras de teatro.

## Biografía
Ruth Berlau fue la segunda hija del matrimonio compuesto por un comerciante acomodado y una mujer ama de casa. Sus padres la enviaron a una escuela de monjas para que también pudiera aprender allí la lengua francesa. Cuando tenía trece años, abandonó esa escuela, una  decisión de la que luego se arrepentiría por el resto de su vida. Según ella misma relata, poco después de abandonar la escuela, «se comprometió en noviazgo muy tempranamente» y se embarazó como menor de edad, lo que era en Dinamarca, por aquel entonces, completamente ilegal. En principio, hubiese podido mudarse a Alemania a vivir con una tía en la ciudad de Hamburgo para poder dar a luz allí a su hijo y criarlo. Pero Ruth optó por un aborto, lo que también era ilegal en esa época y tuvo que realizarse de manera subrepticia, para lo que contó con el apoyo de su hermana. Paralelamente, sus padres cruzaban por grandes dificultades en su relación matrimonial y, este contexto, su madre intentó suicidarse. Este trágico evento marcó el fin del matrimonio y Ruth cortó todo contacto con su padre desde ese momento en adelante.
A partir de 1930, Ruth Berlau tomó clases privadas de actuación con Thorkild Roose, director del Teatro Real en Copenhague. Muy poco después, en el mismo año, se incorporó a la escuela de actuación de Per Knutzon en el Teatro Experimental de la misma ciudad. Bertolt Brecht tomó conocimiento por primera vez de la existencia de Ruth Berlau con motivo de la presentación de la obra De Anarkist, título que se dio en Dinamarca a Trommeln in der Nacht (Tambores en la noche). Con esta obra Ruth Berlau debutó el 17 de mayo de 1930 desempeñando el papel protagónico de Anna Balicke.
En la adolescencia realizó una excursión en bicicleta hacia París, viaje que financió a través del envío de informes telegrafiados para el Extrabladet, una edición vespertina del diario sensacionalista danés Politiken. Sin embargo, estos reportajes eran completamente inventados, escritos solamente con el objetivo de llamar y mantener la necesaria atención de los lectores, tal como la propia Ruth Berlau reconocerá más tarde en sus notas recopiladas por Hans Bunge:

«Partí en mi bicicleta, llevando en el portaequipajes un saco de dormir y una mochila. Fue un recorrido aburridísimo, pero al llegar la noche me instalaba en un lugar e imaginaba lo que no había podido vivir durante el día. Yo era entonces muy romántica. Imaginaba, por ejemplo, que unos individuos me perseguían en coche por un bosque y a través de un campo y yo lograba escapar de ellos gracias a que les destrozaba de un disparo los neumáticos. No había noche que no imaginase una historia parecida. Aparte de esto me dedicaba a contar cuidadosamente las líneas de texto porque al precio de veinticinco öre por línea tendría que escribir mucho para sacar algo de dinero. No me imaginaba que esto acabaría publicándose. Sorprendentemente, en este punto era yo demasiado pesimista.» [...] «El regreso resultó tan tedioso como la ida. No ocurrió nada, nadie me persiguió, ni me violó ni hizo conmigo nada memorable. Sencillamente, no ocurrió nada. Así que no tuve más remedio que dedicarme a fantasear.»

En 1930 emprendió una nueva excursión en bicicleta, esta vez hacia la Unión Soviética y con el objetivo de conocer por experiencia propia lo ocurrido en ese país tras la Revolución de Octubre. Inicialmente solo la movía la curiosidad, pero regresó a casa como una comunista convencida y entusiasta y se hizo miembro del Partido Comunista de Dinamarca. Poco después, se comprometió con la causa del frente de las agrupaciones fieles a la República en la Guerra civil española. Más tarde, Brecht la admiraría profundamente por su coraje y compromiso.

### Relación con Brecht
Ruth Berlau visitó por primera vez a Brecht en el verano de 1933 en la isla danesa de Fionia y se enamoró del «hombre pequeño de ojos tan expresivos». Brecht había huido allí con su mujer, Helene Weigel, inmediatamente después del incendio del Reichstag. Dos años más tarde, Berlau se convirtió en su amante. En 1936 se divorció de su marido, el médico Robert Lund. Desde ese momento, se incorporó plenamente al grupo de colaboradores y amigos de Brecht, desarrollando una dependencia emocional y financiera del dramaturgo. Ruth Berlau le organizaba la vida cotidiana, fotografiaba, escribía y ponía en escena las obras dramáticas de Brecht. En conjunto con él, Berlau escribió la colección de breves relatos Jedes Tier kann es («Cualquier animal puede»), una obra que por aquel entonces solo una editorial de textos pornográficos se mostró dispuesta a publicar. 

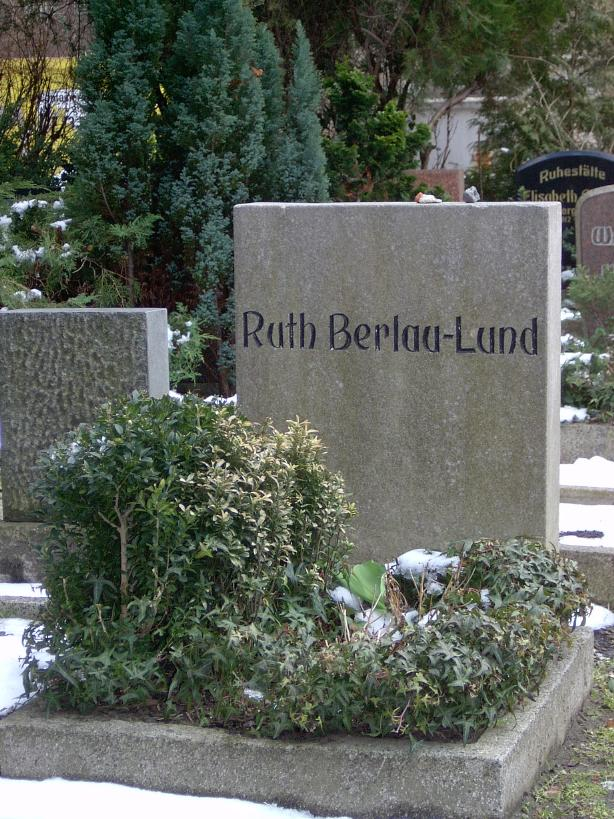
Tumba de Ruth Berlau en el Cementerio Dorotheenstädtischen Friedhof de Berlín

En 1940, cuando Dinamarca fue ocupada por Alemania nazi, el «clan Brecht» huyó hacia los Estados Unidos, pasando por Suecia, Finlandia y la Unión Soviética.  El 3 de septiembre de 1944, en un hospital de Nueva York Ruth Berlau trajo al mundo al único hijo de Brecht y ella. El bebé tuvo que nacer por cesárea muy prematuramente. Sobrevivió solo un día y llevó el nombre de Michael Berlau.
La administración de Ausburgo, la ciudad natal de Brecht, recibió en 2009 una colección de cartas inéditas de Ruth Berlau dirigidas a Brecht. Su publicación permitió a obtener más antecedentes sobre el carácter de la relación entre ella y el famoso dramaturgo. Estas cartas se cuentan entre los hallazgos documentales más espectaculares acerca del entorno de Brecht en las úĺtimas décadas. De las cartas se deprende una relación de dependencia insana, reconocida así incluso por ella misma en sus cartas, las que en gran parte están escritas desde clínicas psiquiátricas. Berlau escribe que Brecht puede hacer con ella lo que quiera, que ella estaría dispuesta a todo. Esta entrega cada vez más ilimitada, contrasta, sin embargo, con un creciente rechazo y desinterés por parte de Brecht. En la comunicación epistolar, Berlau también se queja y le hace diversos reproches. Entre otras cosas, lo acusa de haberla abandonado en favor de amantes más jóvenes (se refiere a Käthe Reichel) y de haberla perjudicado financieramente, sin haberle pagado de manera suficiente por su trabajo. Además le reprocha la falta de atribución y reconocimiento debido de su obra en cuanto a derechos de autor.  Pero al mismo tiempo, suplica de manera conmovedora la atención y el cariño de Brecht, le habla de sus depresiones y de sus estados de pánico. Respecto de su adicción al alcohol, Berlau sostiene en las cartas que el encierro en el hospital psiquiátrico sería una medida completamente inútil y que no le ayudaría en absoluto. Promete además en las cartas, dejar de beber y estar en capacidad para lograrlo e insiste en declarar su amor incondicional a Brecht.

### Historias deLai-tu
Brecht escribió para Ruth Berlau las conocidas Historias de Lai-tu, una serie de 37 breves textos escritos en forma de enseñanzas o aforismos. Se publicaron como una parte integrante del Me-Ti Buch der Wendungen. Desde 1934, Brecht había coleccionado estos breves textos para su proyecto «Me-Ti», inspirado en sus lecturas de la filosofía china, particularmente de las enseñanzas éticas del moísmo (de Mo-Di, Mo-Tse).  Las historias tienen finalmente como personaje a Lai-tu, una figura indudablemente femenina que todos los estudiosos identifican con Ruth Berlau, pero que constituye una suerte la fusión de varios otros personajes masculinos tras los cuales Brecht escondía sus escritos para ella al comienzo de su relación amorosa.  A veces se trata de un «discípulo» llamado Tu (por ejemplo en Kien-leh und der Schüler, der wegging [«Kien-leh y el discípulo que se marchó»]) o  Tu-fu (por ejemplo en Vermeidung zu großer Wörter [«Evitación de palabras demasiado grandes»]), pero con todos estos personajes de ficción Brecht se refería a Ruth. Las Historias de Lai-tu demuestran con cierta claridad el carácter y estilo de la relación amorosa que se estableció entre ambos, el que ha sido descrito por Sabine Kebir como una suerte de «contrato terapéutico» de línea conductista, o también, una metáfora de la relación entre un maestro y una aprendiz.

## Fotografía
En 1944, ya embarazada, trabajó en conjunto con Brecht en El círculo de tiza caucasiano, haciendo sus aportes principalmente por correspondencia. Entre abril y julio asistió a un curso de fotografía con Joseph Breitenbach. En noviembre del mismo año — y tras la muerte de su hijo — tomó otro curso de fotografía en Los Ángeles, en la Venice High School. En 1945 realizó algunos reportajes fotográficos, pero pronto enfermó psíquicamente y acabó internada en una clínica psiquiátrica. Ya recuperada, en 1947 realizó todo el trabajo de documentación fílmica y fotográfica del montaje teatral de la obra Galileo y en 1948 realizó una labor análoga con la puesta en escena de Antigona.

### RDA
Tras la II Guerra Mundial, Brecht regresó a Alemania junto a su familia y colaboradores y trabajó en Berlín oriental. Ruth Berlau y Brecht se distanciaron. También los amigos y conocidos se alejaron de ella. Tras la muerte de Brecht en 1956 y por gestión de Helene Weigel, le fue prohibido a Ruth ingresar al recinto del Berliner Ensemble y continuó trabajando en Berlín oriental. 
Los últimos años de Ruth Berlau estuvieron marcados por la soledad. Falleció el 16 de enero de 1974 en el hospital berlinés Charité, al encenderse su cama por un cigarrillo.

## Obras
Originales en alemán
- Brechts Lai-tu. Erinnerungen und Notate. [Lai-tu de Brecht. Recuerdos y notas].  Compilación, edición y  epílogo de Hans Bunge. Con la colaboración de Gudrun Bunge. Luchterhand. Vol. 698, Darmstadt, Neuwied, Luchterhand 1987, ISBN 3-472-61698-9
- Jedes Tier kann es [«Cualquier animal puede»]. Relatos. Con un epílogo de Klaus Völker. Mannheim, Persona-Verlag 1989, ISBN 3-924652-12-0
- Der Teufel ist ein schlechter Chauffeur. Zwischen Kopenhagen, Paris, New York und Berlin. [«El diablo es un mal chofer»] Edición y epílogo de Ditte von Arnim. Berlín, TRANSIT Buchverlag 2007, ISBN 978-3-88747-225-2

Traducciones al español
Una vida con Brecht. Recuerdos de Ruth Berlau [Brechts Lai Tu], Editor Hans Bunge. Traducción de Ana Asensio y Julio Sierra. Trotta, Madrid 1995 ISBN 9788481640533